# KaTeX
KaTeX是一个在Web浏览器上显示數學符號的跨浏览器的JavaScript库。它特别强调快速和易于使用。
它最初由可汗學院开发。

## 特色
KaTeX渲染的数学公式：
- 快速：它以同步的方式渲染数学公式，不需要重排页面。
- 印刷质量：它的布局基于TeX。
- 自包含：它没有依赖项，所以可以很方便引用。
- 能够进行服务器端渲染：可以选择在服务器上生成HTML（因此可以用Node.js预先渲染公式，然后作为纯HTML发送）。

不过，与MathJax相比，它只处理LaTeX的数学符号的一个更小的子集。